# Stuzzichino

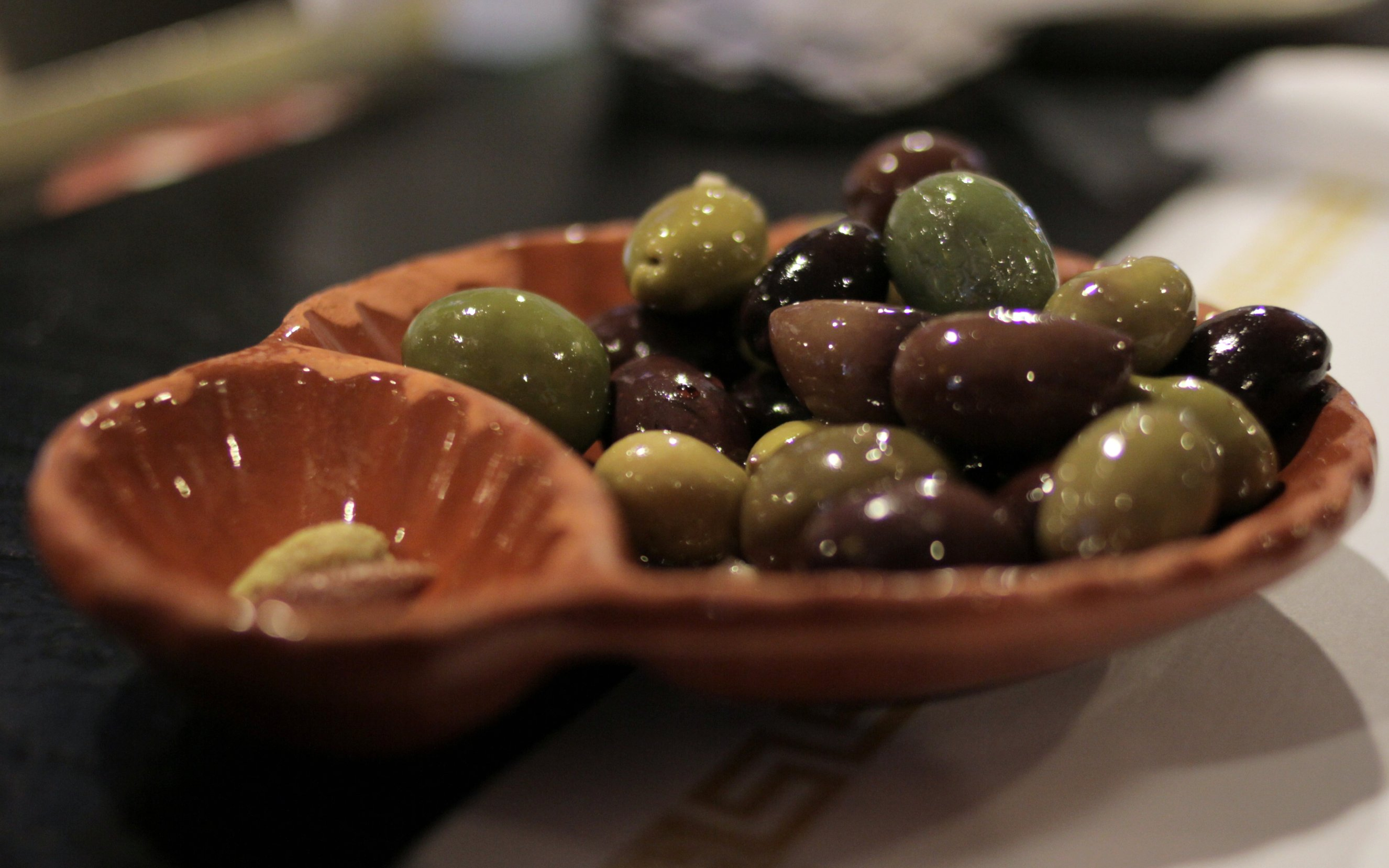
Olive servite come stuzzichino

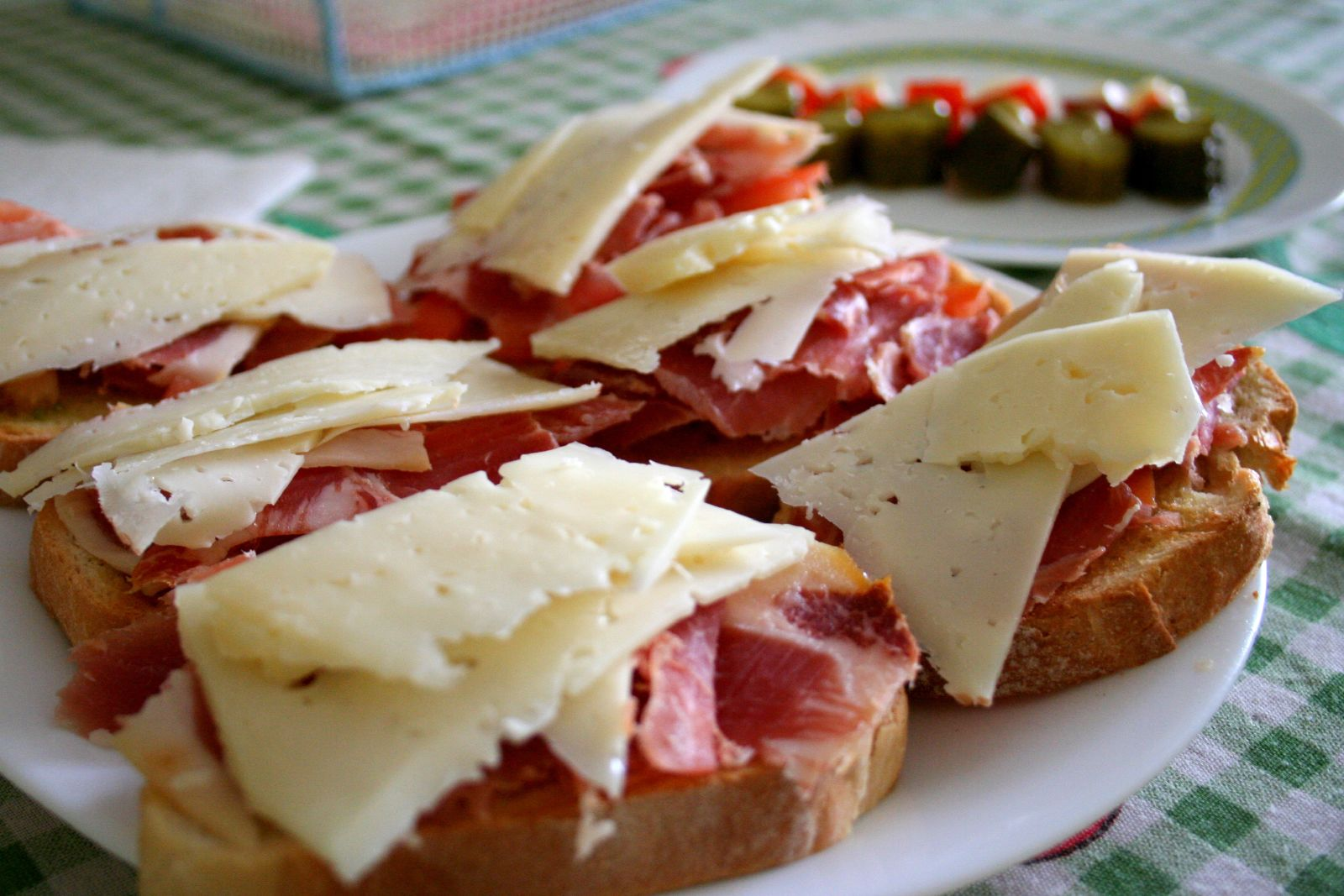
Mini bruschette con prosciutto e formaggio

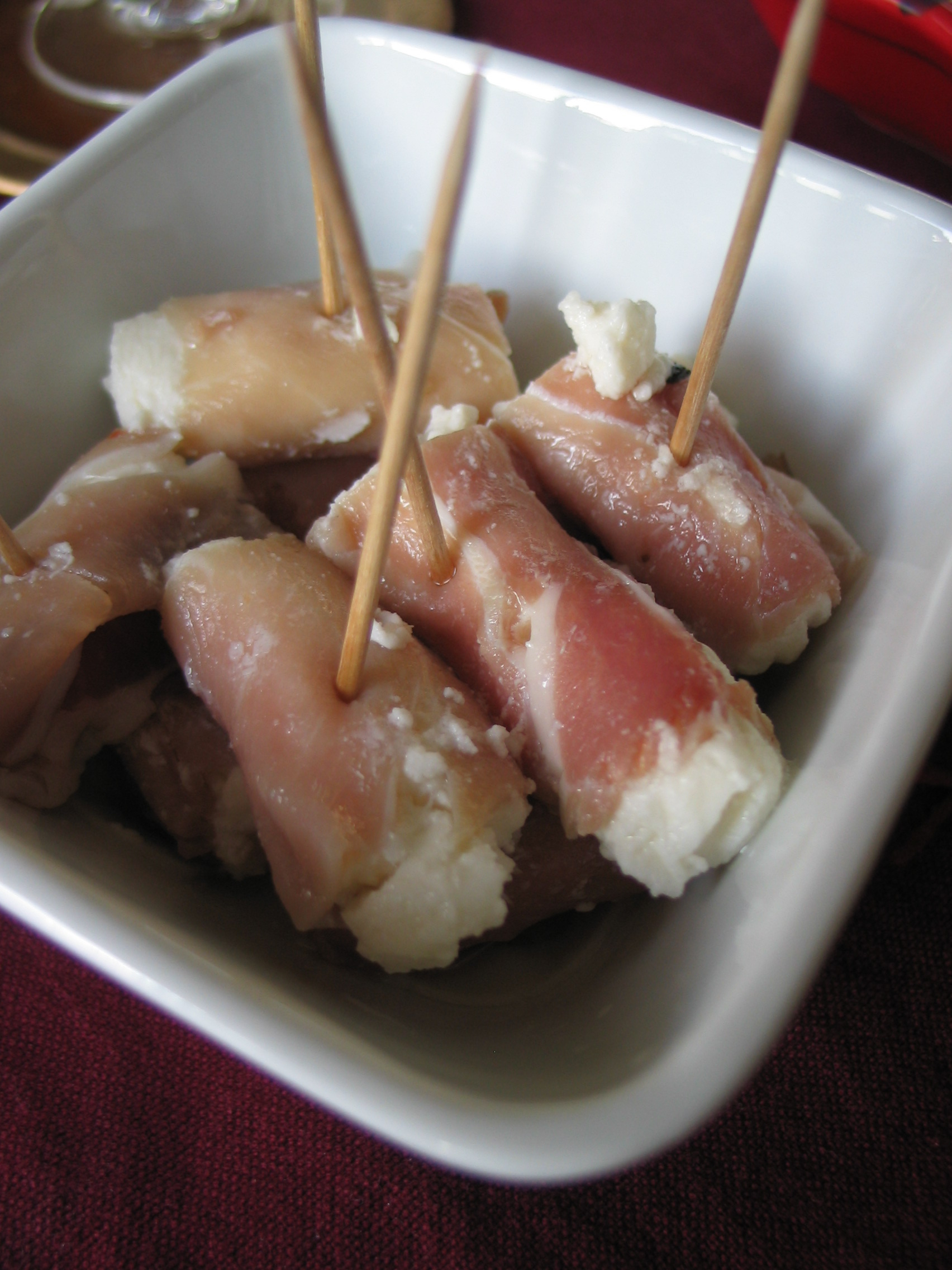
Mini involtini serviti come stuzzichini

Lo stuzzichino è un piccolo antipasto, generalmente salato, che può essere consumato anche con l'aperitivo, come pre-antipasto al ristorante (in tal caso sarebbe il corrispettivo italiano dell'amuse-bouche o appetizer), o come parte di merende. Gli stuzzichini vengono serviti nei bar come accompagnamento degli aperitivi o consumati in casa come antipasto.

## Caratteristiche
Generalmente si tratta di olive, cipolline in agrodolce, cubetti di salumi o altri alimenti in formato mignon, infilzati in uno stuzzicadenti o serviti con gli stuzzicadenti a parte per essere infilzati dal consumatore sul momento. Prevalgono gli stuzzichini salati ma talvolta possono trovarsi varianti dolci. Gli stuzzichini possono essere preparati e consumati anche senza lo stuzzicadenti, si tratta in questo caso di mini panini, mini bruschette, focaccine, mini würstel, pizzette o altro fino a confondersi e stemperarsi nelle preparazioni per gli aperitivi o assimilarsi ai cicheti veneziani o alle varianti spagnole tapas.
Caratteristica principale dello stuzzichino rimane comunque la facilità di consumo, classico esempio di finger food, ma anche la dimensione ristretta della singola consumazione, tipico l'esempio dell'oliva o della cipollina infilzate.
Nei bar serviti con cocktail alcolici e non, gli stuzzichini vengono sovente accompagnati da patatine confezionate, noccioline o salatini, facendo rientrare di fatto anche questi alimenti nella definizione generale di stuzzichini nel dire comune.